# Turret Bay
Turret Bay är en vik i Kanada.   Den ligger i provinsen Newfoundland och Labrador, i den östra delen av landet, 1 500 km öster om huvudstaden Ottawa. Turret Bay ligger på ön St. John Island.
Trakten runt Turret Bay är nära nog obefolkad, med mindre än två invånare per kvadratkilometer.